# Neotonchus corcundus
Neotonchus corcundus är en rundmaskart. Neotonchus corcundus ingår i släktet Neotonchus och familjen Cyatholaimidae. Inga underarter finns listade i Catalogue of Life.